# (85585) Мьёльнир
(85585) Мьёльнир (др.-сканд. Mjöllnir) — околоземный астероид из группы аполлонов, который характеризуется вытянутой орбитой, из-за чего, в процессе своего движения вокруг Солнца, он пересекает не только орбиту Земли, но и Марса. Астероид был открыт 21 марта 1998 года американским астрономом Роем Такером в обсерватории Гудрайк-Пиготт и назван в честь Мьёльнира, молота бога Тора в германо-скандинавской мифологии.

Орбита астероида Мьёльнир и его положение в Солнечной системе